# Hinks Channel
Der Hinks Channel ist eine bogenförmige, 3 km breite und 17,5 km lange Meerenge vor der Loubet-Küste des Grahamlands auf der Antarktischen Halbinsel. Sie verbindet den nördlichen Teil des Laubeuf-Fjords mit der Meerenge The Gullet und trennt die westlich liegende Day-Insel von der Arrowsmith-Halbinsel und der Wyatt-Insel im Osten.
Teilnehmer der British Graham Land Expedition (1934–1937) unter der Leitung des australischen Polarforschers John Rymill nahmen erste grobe Vermessungen vor. Der Falkland Islands Dependencies Survey führte 1948 eine neuerliche Vermessung durch und benannte die Meerenge. Namensgeber ist der britische Kartograph, Mathematiker und Astronom Arthur Robert Hinks (1873–1945), Sekretär der Royal Geographical Society von 1915 bis 1945.